# Scyllarides brasiliensis
Scyllarides brasiliensis is een tienpotigensoort uit de familie van de Scyllaridae. De wetenschappelijke naam van de soort is voor het eerst geldig gepubliceerd in 1906 door Mary J. Rathbun.
Een specimen van deze soort werd gevangen in Bahia (Brazilië) door het Amerikaanse stoomschip Albatross in december 1887. De soort heeft een groot verspreidingsgebied in de westelijke Atlantische Oceaan, van Brazilië tot de Kleine Antillen.